# Jackson, Mississippi
Jackson este un oraș, co-sediul comitatului Hinds (alături de localitatea Raymond) și capitala statului Mississippi al Statelor Unite ale Americii.

## Personalități născute aici
- Tori Bowie (1990 - 2023), atletă.